# Actinopus valencianus
Actinopus valencianus is een spinnensoort in de taxonomische indeling van de muisspinnen (Actinopodidae).
Het dier behoort tot het geslacht Actinopus. De wetenschappelijke naam van de soort werd voor het eerst geldig gepubliceerd in 1889 door Eugène Simon.